# Water-polo aux championnats du monde de natation 1975
Navigation
Belgrade 1973 Berlin-Ouest 1978
Le Championnat du monde de water-polo de 1975 a été la deuxième édition masculine de la discipline. La compétition est incorporée aux Championnats du monde de natation 1975 et a eu lieu du 19 juillet 1975 au 26 juillet 1975 à Cali, en Colombie.
Seule la compétition masculine a eu lieu.
Lors de ce tournoi les équipes qualifiées pour le championnat sont réparties en 4 groupes (A, B, C et D). Chaque équipe rencontre une fois chaque équipe de son groupe. Les deux premiers de chaque poule forment deux autres groupes (E et F) et les deux derniers les groupes G et H. Les deux premiers du groupe E et F s'affrontent dans la poule I pour la médaille d'or. Les groupes J, K et L sont des poules de classification.

## Tournoi

### Équipes participantes
| Groupe A - Allemagne de l'Ouest - Bulgarie - Cuba - Yougoslavie | Groupe B - Australie - Colombie - Hongrie - Roumanie | Groupe C - Espagne - États-Unis - Iran - Union soviétique | Groupe D - Canada - Italie - Mexique - Pays-Bas |

### Tour préliminaire

#### Groupe A
| Rang | Équipe               | Pts | J | G | N | P | Bp | Bc | Diff |
| ---- | -------------------- | --- | - | - | - | - | -- | -- | ---- |
| 1    | Allemagne de l'Ouest | 4   | 3 | 2 | 0 | 1 | 13 | 8  | +5   |
| 2    | Cuba                 | 4   | 3 | 2 | 0 | 1 | 17 | 14 | +3   |
| 3    | Yougoslavie          | 4   | 3 | 2 | 0 | 1 | 15 | 12 | +3   |
| 4    | Bulgarie             | 0   | 3 | 0 | 0 | 3 | 9  | 20 | -11  |

#### Groupe B
| Rang | Équipe    | Pts | J | G | N | P | Bp | Bc | Diff |
| ---- | --------- | --- | - | - | - | - | -- | -- | ---- |
| 1    | Hongrie   | 6   | 3 | 3 | 0 | 0 | 28 | 15 | +13  |
| 2    | Roumanie  | 4   | 3 | 2 | 0 | 1 | 30 | 18 | +12  |
| 3    | Australie | 2   | 3 | 1 | 0 | 2 | 16 | 21 | -5   |
| 4    | Colombie  | 0   | 3 | 0 | 0 | 3 | 9  | 29 | -20  |

#### Groupe C
| Rang | Équipe           | Pts | J | G | N | P | Bp | Bc | Diff |
| ---- | ---------------- | --- | - | - | - | - | -- | -- | ---- |
| 1    | Union soviétique | 5   | 3 | 2 | 1 | 0 | 24 | 10 | +14  |
| 2    | États-Unis       | 4   | 3 | 2 | 0 | 1 | 22 | 9  | +13  |
| 3    | Espagne          | 3   | 3 | 1 | 1 | 1 | 20 | 13 | +7   |
| 4    | Iran             | 0   | 3 | 0 | 0 | 3 | 5  | 39 | -34  |

#### Groupe D
| Rang | Équipe  | Pts | J | G | N | P | Bp | Bc | Diff |
| ---- | ------- | --- | - | - | - | - | -- | -- | ---- |
| 1    | Italie  | 6   | 3 | 3 | 0 | 0 | 16 | 12 | +4   |
| 2    | Cuba    | 4   | 3 | 2 | 0 | 1 | 17 | 10 | +7   |
| 3    | Mexique | 2   | 3 | 1 | 0 | 2 | 12 | 15 | -3   |
| 4    | Canada  | 0   | 3 | 0 | 0 | 3 | 12 | 20 | -8   |

### Second tour

#### Groupe E
| Rang | Équipe               | Pts | J | G | N | P | Bp | Bc | Diff |
| ---- | -------------------- | --- | - | - | - | - | -- | -- | ---- |
| 1    | Hongrie              | 6   | 3 | 3 | 0 | 0 | 22 | 18 | +4   |
| 2    | Cuba                 | 4   | 3 | 2 | 0 | 1 | 13 | 12 | +1   |
| 3    | Allemagne de l'Ouest | 2   | 3 | 1 | 0 | 2 | 15 | 16 | -1   |
| 4    | Roumanie             | 0   | 3 | 0 | 0 | 3 | 11 | 16 | -5   |

#### Groupe F
| Rang | Équipe           | Pts | J | G | N | P | Bp | Bc | Diff |
| ---- | ---------------- | --- | - | - | - | - | -- | -- | ---- |
| 1    | Union soviétique | 5   | 3 | 2 | 1 | 0 | 13 | 10 | +3   |
| 2    | Italie           | 4   | 3 | 2 | 0 | 1 | 18 | 12 | +6   |
| 3    | États-Unis       | 3   | 3 | 1 | 1 | 1 | 12 | 16 | -4   |
| 4    | Pays-Bas         | 0   | 3 | 0 | 0 | 3 | 7  | 12 | -5   |

### Phase finale

#### Groupe I
|                  | PJ | V | D | N | BP | BC | Pts |
| ---------------- | -- | - | - | - | -- | -- | --- |
| Union soviétique | 3  | 2 | 1 | 0 | 18 | 18 | 5   |
| Hongrie          | 3  | 2 | 0 | 1 | 17 | 14 | 4   |
| Italie           | 3  | 0 | 2 | 1 | 14 | 16 | 2   |
| Cuba             | 3  | 0 | 1 | 2 | 11 | 18 | 1   |

- équipe championne du monde :

Oleksiy Barkalov, Aleksandr Dreval, Aleksandr Dolgushin, Sergey Gorshov, Aleksandr Kabanov, Anatoli Klebanov, Nicolay Melnikov, Aleksandr Rodionov, Vitali Romanchuk, Vitali Rozkov, Aleksandr Zakharov